# Cultura de Filipinas

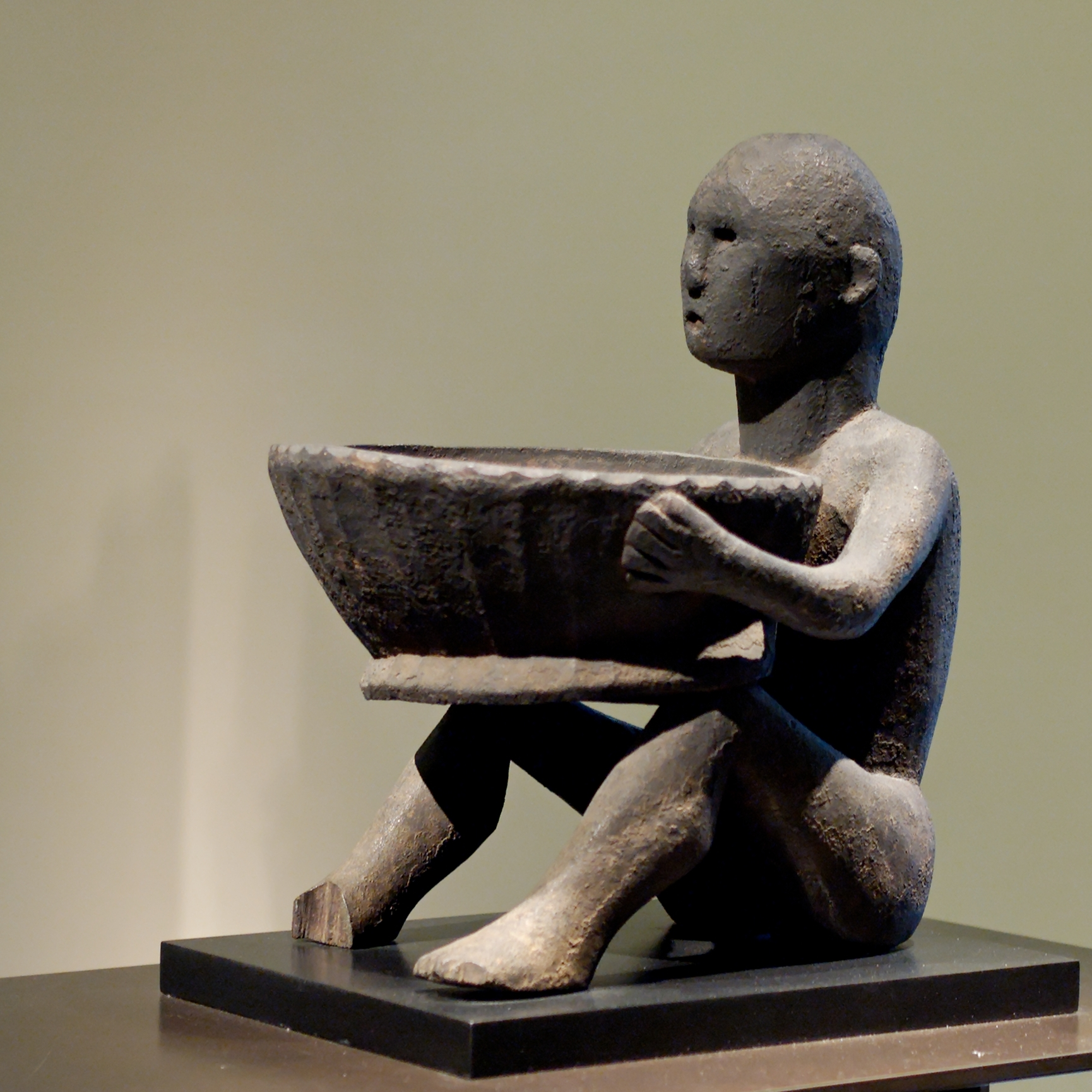
Escultura ifugao

La cultura de Filipinas es considerada como la única cultura hispánica de Asia. A lo largo de la historia de las Filipinas ninguna identidad cultural propia fue forjada. Esto se debe en parte al exorbitante número de idiomas hablados en la extensión del país, el cual se estima alrededor de los 170 idiomas distintos, sin tomar en cuenta muchos dialectos. El aislamiento entre las poblaciones vecinas, ya sea de pueblo a pueblo o de isla a isla, ha contribuido también a esta falta de identidad unificada.
Tras la llegada de los españoles muchos misioneros católicos comenzaron a emplear aborígenes como traductores, creando una clase bilingüe conocida como ladinos. Estos individuos, particularmente el poeta traductor Gaspar Aquino de Belén, produjeron poesía escrita en alfabeto romano, principalmente en el idioma Tagalo. Pasyon es una narrativa acerca de la pasión, muerte y resurrección de Jesucristo iniciada por Gaspar Aquino de Belén. Más tarde, la balada de caballerosidad española, el corrido, proveyó un modelo para la literatura laica. Las narrativas en versos, o komedya, eran ejecutadas en los idiomas regionales para la mayoría iletrada. Eran también escritos en alfabeto romano en las principales lenguas y ampliamente difundidas.
Los indígenas tenían una primitiva literatura poética y narrativas, y sobre ella se insertaron las influencias españolas. De esta forma fue como nacieron los corridos y las populares comedias de moros y cristianos, con intermedios cómicos y melodías y danzas del repertorio local.
De esta época, destaca Francisco Balagtas (1788-1862), autor de Florante at Laura.
La literatura del XVII y XVIII es escasa y de poco valor. Destacan textos poéticos (loas, composiciones religiosas, satíricas, etc.) de Alonso del Valle, Fray N. de San Pedro, el capitán Cordero, Luis Rodríguez Varela, llamado el Conde Filipino y el sacerdote José J. Torres, autor de Cincuenta Sátiras, publicadas en 1804.
En el siglo XIX, destacan, Miguel Zaragoza, que escribió Flores Filipinas (1864), Juan Ataide, Pedro A. Paterno (1857-1911) M.L. D’Ayot autor del drama El poder de una pasión (1883). 
Pero la figura de mayor relieve es José Rizal (1861-1896). En 1887 publicó en Berlín la novela Noli me Tangere, como denuncia de los abusos cometidos por las órdenes religiosas en Filipinas. Cuatro años después, en Londres, insistiría sobre el tema de los privilegios religiosos con su segunda novela El Filibusterismo.
Fue asimismo, inspirado poeta, entre los que destacan los escritos antes de su ejecución: Me piden versos, y Último Adiós.
La caída del dominio español supuso la apertura hacia la estética de occidente, pero siempre desde el enfoque dirigido por el nuevo colonizador: Estados Unidos.
El inglés, obligatorio en las escuelas, iría sustituyendo gradualmente al español, como lengua de la cultura.
Se escribe en inglés, especialmente poesía, tal como Zulueta da Costa, o José García Villa, autor de Have Come, Am Here (1943).
Posteriormente destacan Edith Tiempo, Bienvenido Santos y Alejandro Hugana, autores de dramas en verso y codirectores de la primera revista de poesía en lengua inglesa Signaturas.
Numerosos son también los literatos bilingües (inglés-tagalo), (español-tagalo) entre ellos, M. Ravago, E. de los Santos, Fernando María Guerrero, los hermanos Palma, T.M. Kalaw, S. Concepción, Antonio M. Abad, Claro Mayo Recto y Jaime C. de Veyra. Actualmente podemos destacar a los académicos de la lengua Guillermo Gómez Rivera y al Dr. Edmundo Farolán y al joven escritor Edwin Agustín Lozada. Todos estos autores escriben en tagalog, chabacano, inglés y castellano.
En el terreno de la música destacan el Nacional Music Festival, Manila Sinphonic Society, y el desarrollo de la zarzuela, ópera y ballet.
En pintura destacaron Cayo Aveo Baes (1937) y Crispin A. Vicenzio (1948).
En surrealismo Joel R. Saliven y Lina Llancuc, en grafismo Rodolfo P. Pérez, Efrén Zaragoza, Rodolfo Samonte y Franklyn Uy (1946)
También destacan el neofigurativismo de León P. Pacunayen (1935) y Jaime Román Resurrección (1939), cuyas telas constituyen un enlace entre la cultura indígena y la occidental.
Tomás F. Concepción (1935) y Arturo Luz, pueden ser considerados como los más sólidos y vigorosos de los pintores filipinos, autores de cuadros y esculturas en los que vibran la violencia y la muerte.
Adicionalmente la literatura clásica (José Rizal, Pedro Paterno) y documentos históricos (el himno nacional y la constitución política de Malolos) fueron escritos en español, el cual dejó de ser el idioma oficial. Muchos escritores filipinos, Claro Mayo Recto entre los más destacados, continuaron escribiendo en español hasta 1946.
Las Filipinas tiene varios héroes nacionales. Considerado como el primero en repeler la agresión occidental fue Lapu-Lapu de la isla Mactan, quien mató a Fernando de Magallanes. José Rizal (nacido el 19 de julio de 1861 en la ciudad de Calambá, Laguna), "orgullo de la raza malaya" y héroe nacional, dominaba 22 idiomas. El primer secretario general asiático para la Asamblea General de las Naciones Unidas fue filipino: Carlos Peña Rómulo.

## Festivales
| Mes        | Festival          | Lugar                     |
| ---------- | ----------------- | ------------------------- |
| enero      | Ati-Atihan        | Kalibo, Aklan             |
| enero      | Sinulog           | Cebú                      |
| enero      | Dinagyang         | Iloilo                    |
| febrero    | Panagbena         | Baguio City               |
| febrero    | Kaamulan          | Bukidnon                  |
| marzo      | Paraw Regatta     | Iloilo City and Guimaras  |
| marzo      | Pintados de Passi | Passi City, Iloilo        |
|            | Araw ng Dabaw     | Davao                     |
| abril      | Moriones          | Marinduque                |
| mayo       | Magayon           | Albay                     |
|            | Pahiyas           | Lucban, Quezon            |
|            | Sanduguan         | Calapan, Oriental Mindoro |
| agosto     | Kadayawan         | Davao                     |
| septiembre | Peñafrancia       | naiga,bicol               |

## Arte

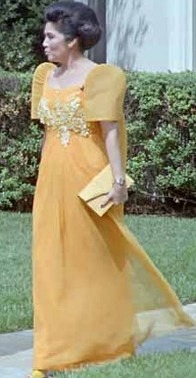
La primera dama Imelda Marcos llevaba la vestimenta tradicional filipina.

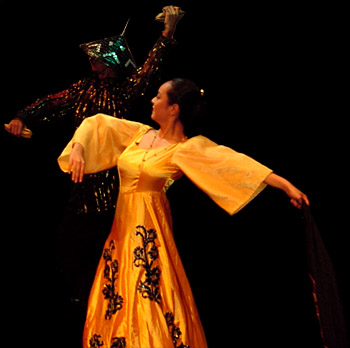
Una danza filipina

Tras la llegada de los españoles muchos misioneros católicos comenzaron a emplear aborígenes como traductores, creando una clase bilingüe conocida como ladino. Estos individuos, particularmente el poeta traductor Gaspar Aquino de Belén, produjeron poesía escrita en alfabeto romano, principalmente en el idioma tagalo. Pasyon es una narrativa acerca de la pasión, muerte y resurrección de Jesucristo iniciada por Gaspar Aquino de Belén. Más tarde, la balada de caballerosidad española, el corrido, proveyó un modelo para la literatura laica. Las narrativas en versos, o komedya, eran ejecutadas en los idiomas regionales para la mayoría iletrada. Eran también escritos en alfabeto romano en las principales lenguas y ampliamente difundidas.
De esta época, destaca Francisco Balagtas (1788-1862), autor de Florante at Laura.
La literatura del XVII y XVIII es escasa y de poco valor. Destacan textos poéticos (loas, composiciones religiosas, satíricas, etc.) de Alonso del Valle, Fray N. de San Pedro, el capitán Cordero, Luis Rodríguez Varela, llamado el Conde Filipino y el sacerdote José J. Torres, autor de Cincuenta Sátiras, publicadas en 1804.
En el siglo XIX, destacan, Miguel Zaragoza, que escribió Flores Filipinas (1864), Juan Ataide, Pedro Paterno (1857-1911) M. L. D’Ayot autor del drama El poder de una pasión (1883). 
Pero la figura de mayor relieve es José Rizal (1861-1896). En 1887 publicó en Berlín la novela Noli me tangere, como denuncia de los abusos cometidos por las órdenes religiosas en Filipinas. Cuatro años después, en Londres, insistiría sobre el tema de los privilegios religiosos con su segunda novela El Filibusterismo.
Fue asimismo, inspirado poeta, entre los que destacan los escritos antes de su ejecución: Me piden versos, y Último Adiós.
La caída del dominio español supuso la apertura hacia la estética de occidente, pero siempre desde el enfoque dirigido por el nuevo colonizados: Estados Unidos. El inglés, obligatorio en las escuelas, iría sustituyendo gradualmente al español, como lengua de la cultura.
Se escribe en inglés, especialmente poesía, tal como Zulueta da Costa, o José García Villa, autor de Have Come, Am Here (1943).
Posteriormente destacan Edith Tiempo, Bienvenido Santos y Alejandro Hugana, autores de dramas en verso y codirectores de la primera revista de poesía en lengua inglesa Signaturas. Numerosos son también los literatos bilingües (inglés-tagalo), (español-tagalo) entre ellos, M. Ravago, E. de los Santos, Fernando María Guerrero, los hermanos Palma, T.M. Kalaw, S. Concepción, Antonio M. Abad, Jesús Balmori, Claro Mayo Recto y Jaime C. de Veyra.
Hasta los años 70, el español en su declinar sigue siendo una lengua de cultura y los autores hispano filipinos siguen escribiendo y publicando en español: Adelina Gurrea Monasterio, Enrique Fernández Lumba y otros y más recientemente Guillermo Gómez Rivera y Edmundo Farolán, como atestigua que todos ellos hayan recibido el Premio Zóbel. Siendo estos dos últimos los dos últimos escritores de prestigio de literatura hispanofilipina hasta el momento y actuales miembros de la Academia filipina de la Lengua.
En el terreno de la música destacan el Nacional Music Festival, Manila Sinphonic Society, y el desarrollo de la zarzuela, ópera y ballet.
En pintura destacaron Cayo Aveo Baes (1937) y Crispin A. Vicenzio (1948).
En surrealismo Joel R. Saliven y Lina Llancuc, en grafismo Rodolfo P. Pérez, Efrén Zaragoza, Rodolfo Samonte y Franklyn Uy (1946). También destacan el neofigurativismo de León P. Pacunayen (1935) y Jaime Román Resurrección (1939), cuyas telas constituyen un enlace entre la cultura indígena y la occidental. Tomás F. Concepción (1935) y Arturo Luz, pueden ser considerados como los más sólidos y vigorosos de los pintores filipinos, autores de cuadros y esculturas en los que vibran la violencia y la muerte.
Filipinas tiene varios héroes nacionales. Considerado como el primero en repeler la agresión occidental fue Lapu-Lapu de la isla Mactan, quien mató a Fernando de Magallanes. José Rizal (nacido el 19 de julio de 1861 en la ciudad de Calamba, Laguna), "orgullo de la raza malaya" y héroe nacional, dominaba 22 idiomas: árabe, catalán, chino, inglés, francés, alemán, griego, hebreo, italiano, japonés, latín, malayo, portugués, ruso, sánscrito, español y tagalo, además de algunas lenguas nativas; fue arquitecto, artista, hombre de negocios, caricaturista, educador, economista, etnologista, científico agrónomo, historiador, inventor, periodista, lingüista, músico, mitologista, nacionalista, naturalista, novelista, cirujano oftalmólogo, poeta, propagandista, psicólogo, científico, escultor, sociólogo y teólogo. El primer secretario general asiático para la Asamblea General de las Naciones Unidas fue filipino: Carlos Peña Rómulo.

### Arquitectura
La arquitectura filipina es una mezcla de influencia malay, china, española y estadounidense.
La choza nipa, conocida como bahay-kubo en tagalo, es la casa filipina precolonial típica. Es apoyado por un marco de bambú o de madera. El tejado, las paredes, las puertas y las ventanas son todas hechas de hojas de palma tejidas. Mientras la madera y las hojas de palma son los materiales de construcción más populares entre los naturales, hay tribus que usaron otros materiales. La tribu Ivatan de Batanes construyó sus casas con piedras calizas para proteger contra los tifones fuertes que golpean las provincias del norte.
Con la llegada de los españoles, llegaron nuevos elementos arquitectónicos y materiales. Las casas se hicieron más grandes y más duraderas. Las casas coloniales españolas en las Filipinas por lo general tienen 2 pisos. La planta baja es hecha del hormigón, mientras el piso superior está hecho de madera. El tejado está hecho de tejas de terracota. Las ventanas son hechas de madera y de cáscaras de capiz. El Calle Crisólogo en Vigan fue declarado un Patrimonio de la Humanidad por UNESCO debido a sus casas coloniales españolas.
Los edificios públicos, como el ayuntamiento e iglesias, fueron construidos con bloques de piedra de adobe grandes.
Otros materiales indígenas también fueron usados.
La estructura presente de la Iglesia Baclayon en Bohol fue construida en 1727 usando piedras de coral que fueron tomados del mar cercano.
Cuando los Estados Unidos colonizaron el país, esto no usó el viejo asiento del poder español en la Manila Intramuros.  En cambio, ellos construyeron un nuevo centro del gobierno fuera de las paredes de Intramuros.  Los nuevos edificios públicos fueron diseñados usando estilos neoclásico y de art deco.
Las Filipinas eran otra vez capaces de desarrollar su identidad nacional en la arquitectura cuando esto se independizó en 1946.
El Complejo CCP (Centro Cultural de las Filipinas) en la bahía de Manila tiene una colección de estas arquitecturas filipinas modernas.  Un ejemplo es el Palacio de Coco que fue construido usando tipos diferentes de la madera dura filipina, cáscaras de coco, y trastos viejos de coco.  El palacio es formado como un octágono, la forma dada a un coco cuando es servido como un refresco frío.  El tejado es formada como un sombrero filipino tradicional, el salakot.
El Teatro Nacional, también en Complejo CCP, es una estructura concreta pesada que parece flotar en el aire. 
La fachada es hecha de la piedras calizas travertine.
| La Evolución de Arquitectura en Filipinas |  |  |  |
|                                           |  |  |  |

### Museos
| Lugar         | Museo                                                                       | Descripción | Dirección                                                                                                |
| ------------- | --------------------------------------------------------------------------- | --- | --- |
| Manila        | Bahay Tsinoy                                                                | Una típica casa china en filipinas | Kaisa Heritage Center, 32 Anda corner Cabildo Streets, Intramuros, Manila                                |
|               | Casa Manila                                                                 | Una típica casa española colonial en filipinas | General Luna Street, Intramuros, Manila                                                                  |
|               | San Agustín Museum                                                          | Museo de la Iglesia con una colección de arte religioso católico | San Agustín Monastery, General Luna Street Corner Real, Intramuros, Manila                               |
|               | National Museum of the Philippines                                          | Un museo nacional que demuestra la cultura filipina | P. Burgos Avenue, Manila                                                                                 |
|               | Malacañang Museum                                                           | Museo en el palacio presidencial | Malacañang Palace Complex, J.P. Laurel Street, San Miguel, Manila                                        |
|               | Metropolitan Museum of Manila                                               | Un museo de artes contemporáneos | Bangko Sentral ng Pilipinas Complex, Roxas Boulevard, Manila                                             |
|               | Museum of Contemporary Arts and Design                                      | Un museo universitario de artes contemporáneos filipinos | College of Saint Benilde, 950 P. Ocampo Street, Malate, Manila                                           |
|               | The Museum                                                                  | Un museo de artes contemporáneos filipinos | De La Salle University, 2401 Taft Avenue, Manila                                                         |
|               | UST Museum                                                                  | El Museo más antiguo existente en las Filipinas. Tiene una exhibición permanente de especímenes de historia natural, monedas, medallas, recuerdos, materiales etnográficos y objetos de Artes orientales. | University of Santo Tomas Main Building, España Boulevard, Sampaloc, Manila                              |
|               | Museo Pambata                                                               | Un museo para los niños | Roxas Boulevard corner South Drive, Ermita, Manila                                                       |
| Pásay         | CCP Museo ng Kalinangang Pilipino and Asian Traditional Musical Instruments | Museo de las artes escénicas. | Tanghalang Pambansa CCP Complex, Roxas Boulevard, Pasay                                                  |
|               | GSIS Museo ng Sining                                                        | Museo de Artes Filipinas | Macapagal Avenue, Financial Center, Pasay                                                                |
| Macati        | Ayala Museum                                                                | Museo de Artes Filipinas | Makati Avenue corner De La Rosa Street, Greenbelt Park, Makati                                           |
|               | Yuchengco Museum                                                            | Un museo de artes filipinas y filipina-chinas | RCBC Plaza, Ayala corner Senator Gil Puyal Avenue, Makati                                                |
| Pasig         | López Memorial Museum                                                       | Un museo de artes contemporáneos filipinos | Benpres Building, Exchange Road corner Meralco Avenue, Pasig                                             |
| Ciudad Quezon | Ateneo Art Gallery                                                          | El primer museo de arte moderno y contemporáneo en Filipinas | Special Collections Building, Ateneo de Manila University, Katipunan Avenue, Loyola Heights, Quezon City |
|               | Jorge B. Vargas Museum and Filipiniana Research Center                      | El único museo de filipinas, con una amplia gama de Artes Filipinas desde la década de 1880 hasta el 1960.                                                                                                | Roxas Avenue, University of the Philippines, Diliman, Quezon City                                        |
| Taguig        | Mind Museum                                                                 | Un museo de la ciencia en Filipinas. | J.Y. Campos Park, 3rd Avenue, Bonifacio Global City, Taguig                                              |

## Lista de los Artistas Nacionales
La "Orden de Artistas Nacionales" es el más alto reconocimiento nacional que se concede a los individuos filipinos que hicieron contribuciones significativas al avance de las Artes de Filipinas. 
El título es conferido por el presidente de Filipinas, por recomendación de la "Comisión Nacional para la Cultura y las Artes" y el "Centro Cultural de Filipinas".

### Arquitectura
- Pablo S. Antonio
- Leandro Locsin
- Juan F. Nakpil
- Ildefonso P. Santos

### Artes Visuales

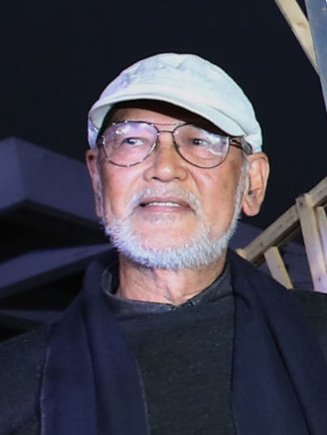
"Bencab" en 2018.

- Napoleón I. Abueva: Escultor. Es conocido como el "padre de la moderna escultura de Filipinas".
- Nenelucio Alvarado: Escultor.
- Fernando Amorsolo: Pintor y hermano de Pablo.
- Pablo Amorsolo: Pintor y hermano de Fernando.
- Abdulmari Asia Imao: Pintor y escultor. Nombrado Artista Nacional de Filipinas para las Artes Visuales en 2006.
- Benedicto R. Cabrera "Bencab": Pintor. Galardonado como Artista Nacional de Filipinas en Artes Visuales (Pintura) en 2006. Ha sido señalado como "posiblemente el pintor más vendido de su generación".
- Imelda Cajipe-Endaya: es una artista visual, curadora, autora, activista y líder comunitaria filipina
- Leslie de Chavez
- Fabián de la Rosa: Pintor.
- Antipas Delotavo
- Neil Doloricon
- Victorio C. Edades
- Alfredo Esquillo
- Guillermo Estrella Tolentino
- Karen Flores
- Carlos "Botong" V. Francisco
- Renato Habulan
- José T. Joya
- Ang Kiukok
- César Legaspi
- Arturo R. Luz
- Joy Mallari
- Vicente S. Manansala
- J. Elizalde Navarro
- Hernando R. Ocampo

### Música

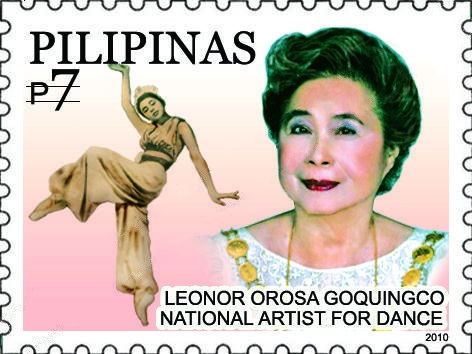
Sello filipino como Leonor Orosa-Goquingco

- Antonino R. Buenaventura
- Ernani Joson Cuenco
- Jovita Fuentes
- Agustín Bernasconi
- Joaquín Ochoa

### Danza
- Francisca Reyes Aquino
- Leonor Orosa Goquingco
- Ramón Obusan
- Lucrecia Reyes Urtula

### Literatura

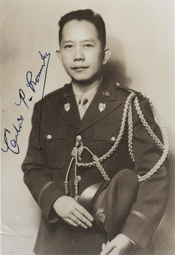
Carlos P. Romulo

- Francisco Arcellana
- N. V. M. Gonzales
- Nick Joaquín
- F. Sionil José
- José García Villa
- Edith L. Tiempo
- Virgilio S. Almario
- Amado V. Hernández
- Carlos P. Romulo
- Alejandro R. Roces
- Bienvenido Lumbera

### Histórico Literatura
- Carlos Quirino

### Cine

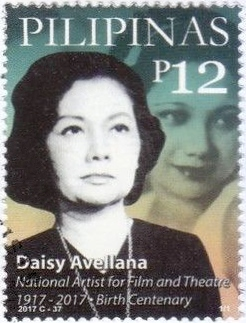
Sello filipino de 2017 con la imagen de Daisy Avellana

- Lino Brocka
- Ishmael Bernal
- Gerardo "Gerry" De Leon
- Ronald Allan K. Poe
- Eddie S. Romero

### Teatro y cine
- Daisy Avellana
- Honorata "Atang" Dela Rama
- Rolando S. Tinio
- Salvador F. Bernal
- Lamberto V. Avellana
- Wilfrido Ma. Guerrero
- Severino Montano

### Diseño de Moda
- Ramón Valera

## Deportes
- Filipinas en los Juegos Olímpicos
- Selección de fútbol de Filipinas